# Кузьминовка (Кугарчинський район)
Кузьми́новка (рос. Кузьминовка, башк. Кузьминовка) — присілок у складі Кугарчинського району Башкортостану, Росія. Входить до складу Мраковської сільської ради.
Населення — 83 особи (2010; 86 в 2002).
Національний склад:
- росіяни — 94%